# Guin Batten
Guin Batten, född den 27 september 1967 i Cuckfield i Storbritannien, är en brittisk roddare.
Hon tog OS-silver i scullerfyra i samband med de olympiska roddtävlingarna 2000 i Sydney.